# قائمة زملاء الجمعية الملكية المنتخبين في 1672
هذه الصفحة تعرض قائمة زملاء الجمعية الملكية المُنتخبين لعام 1672.

## الزملاء
1. توماس هوارد [الإنجليزية]‏
2. Francis Vernon [الإنجليزية]‏
3. John Tillotson [الإنجليزية]‏